# Олещук, Николай Николаевич
Николай Николаевич Олещук (укр. Микола Миколайович Олещук; род. 25 мая 1972, Луцк, УССР) — украинский военачальник, генерал-лейтенант (2021). Командующий Воздушными силами Вооружённых сил Украины (9 августа 2021 — 30 августа 2024). Герой Украины (2022).

## Биография
Николай Олещук родился 25 мая 1972 года в городе Луцке.
Окончил Житомирское высшее училище радиоэлектроники противовоздушной обороны, Харьковский военный университет (2004), Национальный университет обороны Украины (2010).
Службу начал в 1994 году в городе Каменка-Бугская Львовской области в отделении боевого управления радиотехнической батареи С-300 540-го зенитного ракетного полка ПВО.
До 1998 года служил начальником расчета ЦВМ и цифровых вычислителей отделения боевого управления радиотехнической батареи зенитного ракетного дивизиона ЗРС С-300.
С 1998 по 2002 год служил на должностях заместителя командира дивизиона по вооружению — командира радиотехнической батареи зенитного ракетного дивизиона; командира зенитного ракетного дивизиона.
С 2004 по 2006 год являлся заместителем командира бригады по вооружению — начальником технической части 160-й зенитной ракетной бригады. 
В 2006—2009 годах подполковник Олещук служил командиром этой бригады. По итогам 2008 года 160-я бригада была признана одной из лучших частей и подразделений Вооружённых сил Украины.
С 2010 по 2012 год заместитель начальника штаба Воздушного командования «Юг».
В 2012—2016 годах — заместитель начальника штаба Командования Воздушных сил Вооружённых сил Украины.
С 2016 по август 2021 года Олещук был начальником штаба — первым заместителем командира новосформированного Воздушного командования «Восток».
9 августа 2021 года назначен Командующим Воздушными силами Вооружённых сил Украины.
30 августа 2024 года снят с должности указом президента Владимира Зеленского после крушения первого истребителя F-16, поставленного США.

## Военные звания
- Генерал-майор (3 мая 2019)[11]
- Генерал-лейтенант (14 октября 2021)[12]

## Личная жизнь
Женат, имеет дочь и сына

## Награды
- Звание «Герой Украины» с удостоением ордена «Золотая Звезда» (2022) — за личное мужество и героизм, проявленные в защите государственного суверенитета и территориальной целостности Украины, верность военной присяге[13].
- Орден Богдана Хмельницкого III степени (26 апреля 2022) — за личное мужество и самоотверженные действия, выявленные в защите государственного суверенитета и территориальной целостности Украины, верность военной присяге[14].
- Медали Украины

## Уголовное преследование в России
В сентябре 2023 года стало известно, что Николая Олещука заочно объявили в розыск по статье пп. "а", "в" ч. 2 ст.205 УК РФ (террористический акт), за якобы террористическую атаку беспилотниками по территории России. Более точные данные не предоставляются.